# NK Sokolac Brinje
 NK Sokolac je nogometni klub iz Brinja.

## Povijest
NK Sokolac je osnovan 1928. godine. Od 1950. godine nosio je naziv 'NK BORAC, sve do 1990. kad je opet vraćeno staro ime NK Sokolac.

## Uspjesi
Prvaci 1. MNL Ličko-senjske: 2008.